# Architis spinipes
Architis spinipes là một loài nhện trong họ Pisauridae.
Loài này thuộc chi Architis. Architis spinipes được Władysław Taczanowski miêu tả năm 1874.